# Dự án Ngân Hà

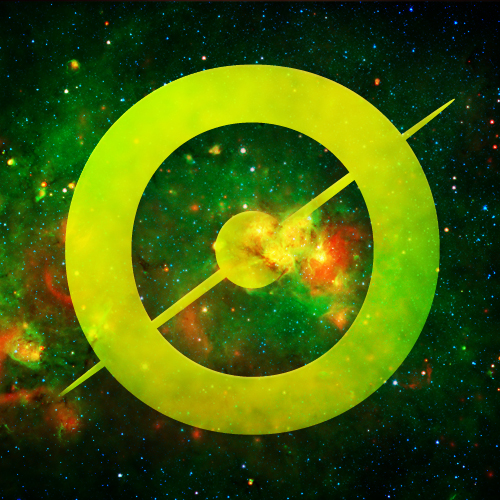
Logo dự án Ngân hà.

Dự án Ngân hà là một dự án của Zooniverse với mục tiêu chính là xác định các bong bóng gió sao trong thiên hà Ngân hà. Người dùng sẽ phân loại các bộ hình ảnh hồng ngoại từ Kính thiên văn vũ trụ Spitzer và Khảo sát hồng ngoại trường rộng (WISE). Các nhà khoa học tin rằng bong bóng trong những hình ảnh này là kết quả của những ngôi sao trẻ, to lớn có ánh sáng gây ra các cú sốc trong khí liên sao. 

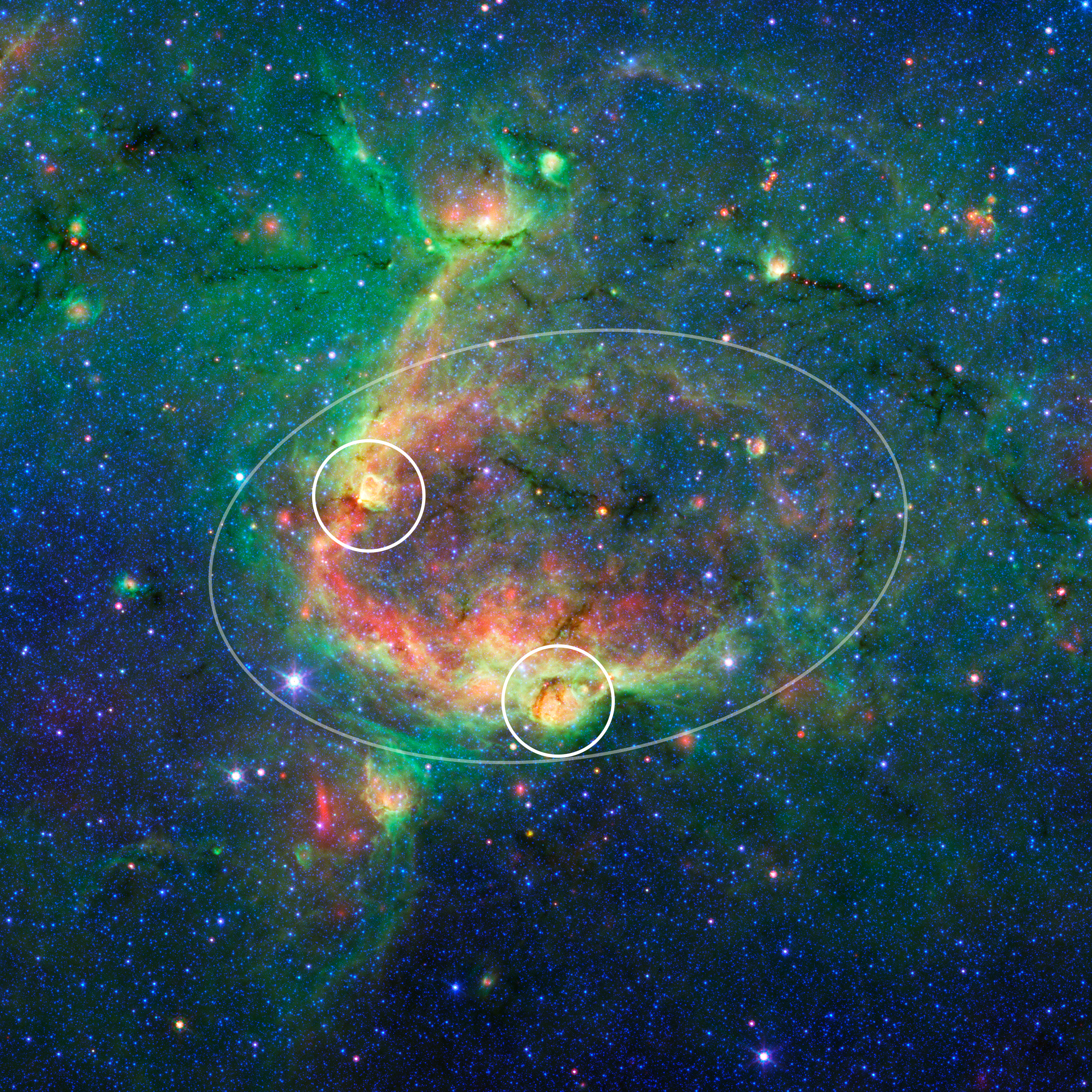
Một ví dụ về cái được gọi là cấu trúc bong bóng phân cấp, trong đó một bong bóng khổng lồ, được các ngôi sao lớn chạm vào bụi không gian, đã kích hoạt sự hình thành các bong bóng nhỏ hơn

## Chi tiết
Dự án Ngân hà hoạt động với dữ liệu hình ảnh được lấy từ Máy đo quang ảnh đa dải cho Khảo sát mặt phẳng thiên hà Spitzer (MIPSGAL) và Khảo sát trung gian hồng ngoại giữa mặt phẳng thiên hà (GLIMPSE). Chỉ một phần nhỏ sử dụng dữ liệu WISE. Dự án tìm kiếm bong bóng, có thể có nghĩa là sự hình thành của các ngôi sao. Dự án cũng tìm kiếm các nút thắt, cụm sao và các vật thể khác như các sao trẻ, tàn dư siêu tân tinh và các thiên hà mới được phát hiện.

## Lịch sử
Dự án Dải Ngân hà khởi động với tư cách là dự án Zooniverse thứ chín vào tháng 12 năm 2010  Giai đoạn 1 hoạt động với các màu: 4,5 m cho màu xanh lam, 8,0 m cho màu xanh lá cây và 24 μm cho màu đỏ. Điều này dẫn đến Bản phát hành dữ liệu 1 (DR1) của Dự án Dải ngân hà năm 2012 với 5.1106 bong bóng, cũng có trong dữ liệu SIMBAD.